# 10322 Mayuminarita
10322 Mayuminarita è un asteroide della fascia principale. Scoperto nel 1990, presenta un'orbita caratterizzata da un semiasse maggiore pari a 2,3651154 UA e da un'eccentricità di 0,2114556, inclinata di 1,92500° rispetto all'eclittica. È dedicato alla nuotatrice giapponese Mayumi Narita.